# Enfidha
Enfidha (auch Enfidaville, arabisch النفيضة, DMG an-Nafīḍa oder Dar-el-Bey, arabisch دار البي, DMG Dār al-Bayy) ist eine Stadt im Nordosten von Tunesien mit einer Bevölkerung von etwa 10.000 Einwohnern. In Enfidha befindet sich ein Friedhof der Commonwealth War Graves Commission mit 8564 britischen und alliierten Gefallenen des Zweiten Weltkriegs.

## Lage
Die Stadt liegt an der Bahnstrecke zwischen Tunis und Sousse, ca. 45 km nordwestlich von Sousse und einige Kilometer landeinwärts vom Golf von Hammamet.
Des Weiteren befindet sie sich etwa acht Kilometer südlich von Henshir Fraga, dem alten Uppenna, wo die Ruinen einer großen Festung und einer Kirche zu besichtigen sind.

## Wirtschaft
Der nahe gelegene Flughafen Enfidha-Hammamet, der viertgrößte Flughafen des Landes, wurde im Jahr 2009 fertiggestellt und wurde unter anderem durch den deutschen Architekten Stephan Martini geplant.